# Kakamigahara, Gifu
Kakamigahara (各務原市 Kakamigahara-shi)　là một thành phố thuộc tỉnh Gifu, Nhật Bản.